# Göss (Einheit)
Die (der) Göss, auch Gers oder Arschin, war ein Längenmaß und hatte verschiedene Längen. In einigen Regionen war Göss oder Gös dem Guz völlig gleich. Das Maß entsprach in der Größe der Elle. Die Göss konnte in Halbe, Viertel und Achtel geteilt werden. Beim Handel mit Europa erfolgte die Messung in Yards. (1 Göss = 1 Yard)
In Persien nannte man das Maß auch Göss schah und es hatte 0,946 Meter. Es war die königliche Queze. Die Göss mokasar oder gemeine Queze war 0,971 Meter. Sonst galt für persische Regionen:
- 1 Göss = 2 Fuß = 24 Zoll = 168 Gerstenkörnen
- Bombay 1 Göss = 360,304 Pariser Linien = 0,8127853 Meter[2]
- 1 Göss Kalkutta = 1 ⅓ Göss Bombay.[3] In Betelfaki (Jemen) und Dschiddain Hedschas war 1 Göss = 281,488975 Pariser Linien = 0,63499125 Meter[4]
- Aserbaidschan 1 Göss = 1,11758 Meter folglich 1 Meter = 0,894791 Göss
- Irak 1 Göss = 1,066781 Meter folglich 1 Meter = 0,9374 Göss

In Surat gab es drei unterschiedliche Maße, die vom Handwerk abhängig waren.
- Bauhandwerk 1 Göss = 24 Tössubs/Tussoos = 311,513 Pariser Linien = 0,70272 Meter (27 2/3 Zoll)
- Holzhändler 1 Göss = 20 Vussas = Wiswasaibs = 305,883 Pariser Linien = 0,69002 Meter(27 1/6 Zoll)
- Tuchhändler 1 Göss = 24 Tössubs/Tussoos = 270,228 Pariser Linien = 0,60959 Meter (24 Zoll)

In Mokka waren die Werte
- 1 Göss/Guz = 281,49 Pariser Linien = 0,635 Meter (25 Zoll)[5]